# 第31回主要国首脳会議

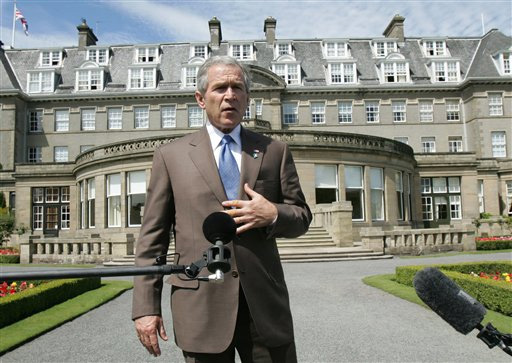
主要国首脳会議の開催場所となったグレンイーグルズ・ホテル。アメリカのブッシュ大統領が爆破テロ事件に関する声明を発表している。

第31回主要国首脳会議（だい31かいしゅようこくしゅのうかいぎ、英語：31st G8 summit）は、2005年7月6日から7月8日にかけてイギリス・スコットランドのパース・アンド・キンロスにあるグレンイーグルス・ホテルで開催された主要国首脳会議である。開催地の名前にちなんで、パースシャーサミット、あるいはグレンイーグルズサミットとも呼ばれる。この会議では、当時のイギリスの首相であるトニー・ブレアが議長を務めた。
主催国であるイギリスは「地球規模の気候変動」と「アフリカ諸国に対する開発支援」をこの会議の主要議題として設定した。この他にも「テロ対策」「核不拡散」「中東情勢」などの国際問題が議論された。

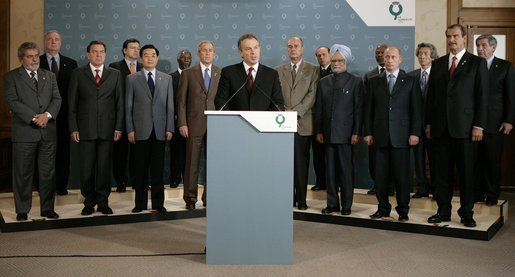

## 議題
主要国首脳会議では伝統的に、主催国が主要議題を設定することになっている。そのため主催国の事務官は、開催までの約1ヶ月の間に各国の事務官と事前交渉を行い、全ての参加国の署名による合意によって主要議題を決定しなければならない。第31回主要国首脳会議では、議長を務めるブレア首相の強い提唱で、「地球規模の気候変動」と「アフリカ諸国に対する開発支援」という異例の中長期的課題が主要議題として設定された。
7月7日昼、先進主要8カ国の首脳は中国、インド、ブラジル、メキシコ、南アフリカの新興5カ国の首脳と意見交換を行い、温暖化防止に向けた対話の継続などを確認した。

## 決定事項
議長総括では、貧困に苦しむアフリカ諸国への国際支援を今後5年間で倍増し、2010年までに250億ドルを増額（2004年比）することが明記された。また、北朝鮮に対し、核問題をめぐる六ヶ国協議への即時復帰や、日本人拉致問題に関する国際社会の懸念への対応も求めた。
地球温暖化防止では、発展途上国と協力し、省エネルギーや代替エネルギー開発を推進する「グレンイーグルズ行動計画」を採択した。原油高の是正に向けては、石油産出国に開発投資促進の環境整備も強く求めた。
テロ対策では、ロンドン市内の公共交通機関を標的に2005年7月7日朝に発生した同時爆破テロ事件を受けて、交通機関のテロ対策強化策などを盛り込んだ先進主要8カ国首脳声明を採択した。
また、アフリカの自立を促すため、農業などの人材育成や民間投資促進の経済インフラ整備に取り組むとともに、国際金融機関に対する最貧国の債務の100パーセント削減などでも合意した。
議長総括の骨子は次の通りである。
- ロンドン同時爆破テロ事件を非難し、テロ対策を強化する。
- 地球温暖化問題について先進主要8カ国と発展途上国との対話を開始し、クリーン・エネルギーで協力する。
- アフリカ支援を2010年までに倍増する。また発展途上国への支援も2010年までに500億ドル増額し、うち250億ドルはアフリカ向けとする。
- 北朝鮮の核問題をめぐる6カ国協議を支持し、北朝鮮に早期復帰を要求する。また北朝鮮に対し、核兵器計画の放棄と、拉致と人権問題に対する国際社会の懸念に応える行動を要求する。
- 原油価格の高騰を特別な懸念事項とし、石油産出国に対して是正措置を要求する。

## デモンストレーション活動

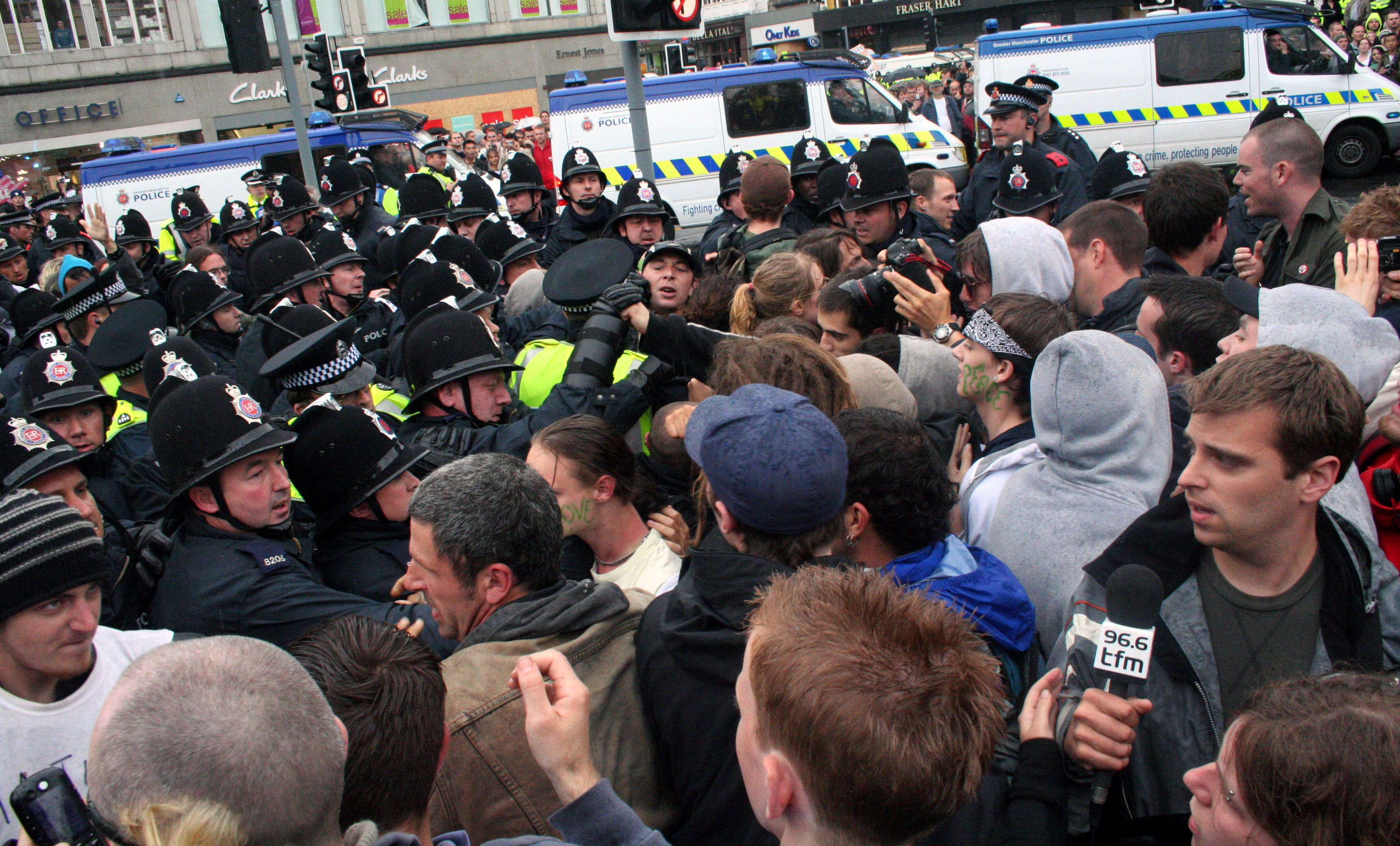
サミット開催に抗議する人々とエディンバラ警察との衝突

首脳会議開催期間中のスコットランドは、多くのデモンストレーション活動の場としても注目を集めた。7月2日にはエディンバラでメイク・ポバティー・ヒストリー（Make Poverty History）の街頭デモンストレーション活動が行われ、スコットランド史上最大規模となる20万人を超える支持者がこの活動に参加した。
歌手のボブ・ゲルドフは、7月2日に先進主要8カ国の各地で、7月6日にはエディンバラで大規模なコンサートLIVE 8を行った。このコンサートは、1985年に資金の収集を主たる目的として行われたライブ・エイドとは異なり、世界の貧困に対する先進主要8カ国の国民の関心を集めることによって、それらの国々の政府に働きかけることを目的とした。

## ロンドン同時爆破テロ事件

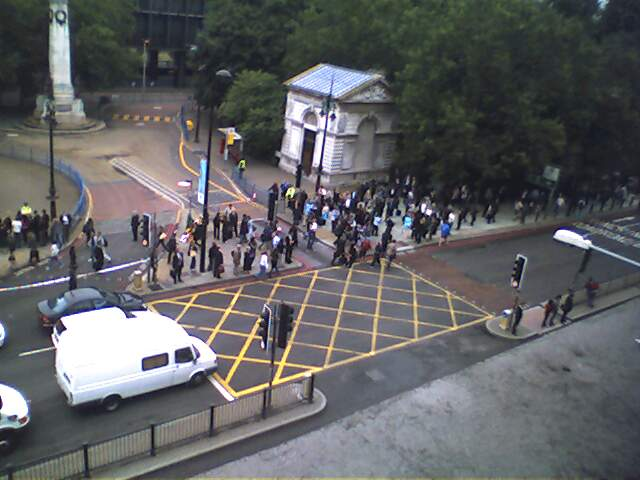
爆破テロを受け、立入禁止となったロンドンのユーストン駅

2005年7月7日朝、ロンドン市内の公共交通機関を標的に同時爆破テロ事件が発生した。このテロ事件の対策のため、首脳会議の議長であるブレア首相が会議の席から一時不在となった。ブレア不在時の議長代理は対外的にはジャック・ストロー外相が務めたとされるが、日本のシェルパだった藪中三十二外務審議官によると実際にはイギリスのシェルパであるイギリス外務省事務次官が臨時に議長役を務めたという。ブレア首相はグレンイーグルズで緊急記者会見を行い、主要国首脳会議の開催にタイミングを合わせた同時爆破テロであると断定した。